# ネイルオブザイヤー
ネイルオブザイヤーは、日本ネイリスト協会が毎年選出・表彰しており、ネイルの発展に寄与した、その年最も輝いている著名人に対して贈られる賞。11月11日のネイルの日に発表され、同月開催の東京ネイルエキスポで授賞式が執り行われる。
旧名称はネイルクイーンで、第1回は1996年度に行われた。2023年度の第28回から、現在の名称を変更して行われている。

## 歴代の受賞者
第1回（1996年）
- エレガンス部門！ - 細川ふみえ
- ファッショナブル部門 - 平子理沙

第2回（1997年）
- ネイルケア部門  - 中村あずさ
- ネイルアート部門 - 神田うの

第3回（1998年）
- IZAM
- 協会推奨 - 山咲千里

第4回（1999年）
- KEIKO、渡辺美奈代、Mana（MALICE MIZER）、梅宮アンナ、吉川ひなの

第5回（2000年）
- 浜崎あゆみ、安西ひろこ
- 協会推奨  - かたせ梨乃

第6回（2001年）
- アーティスト部門 - 浜崎あゆみ
- 女優部門 - 米倉涼子
- 協会推奨 - 池上季実子

第7回（2002年）
- ネイルクイーン2002 - 浜崎あゆみ
- 協会特別賞 - 研ナオコ

第8回（2003年）
- タレント・女優部門 - 田中麗奈
- アーティスト部門 - 佐田真由美
- 男性部門 - 山咲トオル
- U17部門 - SAYAKA
- 協会特別賞 - 松田聖子

第9回（2004年）
- 女優部門 - 黒谷友香
- アーティスト部門 - 後藤真希
- タレント部門 - 井上和香
- メンズ部門 - KABA.ちゃん
- 協会特別賞 - 工藤静香

第10回（2005年）
- 女優部門 - 上戸彩
- アーティスト部門 - hitomi
- タレント部門 - ベッキー
- メンズ部門 - 西川貴教
- 文化・スポーツ部門 - 横峯さくら
- JMA協会特別賞 - 未唯

第11回（2006年）
- 女優部門 - 深田恭子
- アーティスト部門 - 倖田來未
- タレント部門 - ベッキー
- 文化・スポーツ部門 - 村主章枝
- メンズ部門 - パンツェッタ・ジローラモ
- 協会特別賞 - 和田アキ子

第12回（2007年）
- 文化部門 - IKKO
- 女優部門 - 井上真央
- タレント部門 - ベッキー
- メンズ部門 - 魔裟斗
- アーティスト部門 - 倖田來未
- 協会特別賞 -  郷ひろみ

第13回（2008年）
- 女優部門 - 米倉涼子
- アーティスト部門 - 倖田來未
- タレント部門 - 杏
- メンズ部門 - DAIGO
- スポーツ部門 - なでしこジャパン（サッカー日本女子代表）
- 協会特別賞 - ピーター

第14回（2009年）
- 女優部門 - 深田恭子
- アーティスト部門 - 土屋アンナ
- タレント部門 - 益若つばさ
- メンズ部門 - 石田純一
- 協会特別賞 - 大地真央

第15回（2010年）
- タレント部門 - スザンヌ
- アーティスト部門 - マリエ
- メンズ部門 - 溝端淳平
- 女優部門 - 深田恭子
- スポーツ部門 - 杉山愛
- 協会特別賞 - 神田うの

第16回（2011年）
- タレント部門 - 益若つばさ、はるな愛
- アーティスト部門 - 西野カナ
- メンズ部門 - 山本裕典
- スポーツ部門 - 武田修宏
- 協会特別賞 - ピンク・レディー
- 協会功労賞 - LiLiCo、なでしこジャパン（日本女子サッカー代表）

第17回（2012年）
- タレント部門 - ローラ
- 女優部門 - 栗山千明
- アーティスト部門 - 篠田麻里子
- モデル部門 - 菜々緒
- メンズ部門 - 渡部豪太
- 文化部門 - 蜷川実花
- 協会特別賞 - 夏木マリ

第18回（2013年）
- タレント部門 - ローラ
- アーティスト部門 - 板野友美
- アイドル部門 - 南明奈
- モデル部門 - 中村アン
- メンズ部門 - イ・ホンギ
- スポーツ部門 - 安藤美姫
- 協会特別賞 - 萬田久子

第19回（2014年）
- 女優部門 - 桐谷美玲
- タレント部門 - ローラ
- アーティスト部門 - May J.
- モデル部門 - ヨンア
- メンズ部門 - 尾上松也
- スポーツ部門 - 安藤美姫
- 協会特別賞 - 川島なお美

第20回（2015年）
- 女優部門 - 足立梨花
- タレント部門 - 南明奈
- アーティスト部門 - 橋本環奈
- モデル部門 - ダレノガレ明美
- バラエティ部門 - おのののか
- メンズ部門 - GENKING
- 協会特別賞 - ピーター

第21回（2016年）
- 女優部門 - 河北麻友子
- モデル部門 - 藤田ニコル
- タレント部門 - ダレノガレ明美
- 協会特別賞 - 真矢ミキ

第22回（2017年）
- タレント部門 - 岡田結実
- モデル部門 - 朝比奈彩
- アーティスト部門 - 押尾コータロー
- タレント部門 - ダレノガレ明美
- 協会特別賞 - 橋本マナミ

第23回（2018年）
- グランプリ - 大地真央
- 協会新人賞 - 平祐奈
- 協会特別賞 - ロコ・ソラーレ（平昌オリンピックカーリング女子日本代表）
- 協会功労賞 - ピーター

第24回（2019年）
- 泉里香
- 大友花恋
- 野口啓代
- Matt

第25回（2020年）
- モデル部門 - 池田美優
- タレント部門 - フワちゃん
- メンズ部門 - りんたろー。（EXIT）

第26回（2021年）
- アイドル部門 -　小栗有以
- アスリート部門 -　野口啓代

第27回（2022年）
- アーティスト部門 - Novel Core
- アスリート部門 - 村上佳菜子
- モデル部門 - ゆうちゃみ
- タレント部門 - 渡辺直美

第28回（2023年）
- 特別功労賞 - 倖田來未
- 安藤優子
- GYUTAE
- ゆうちゃみ

第29回（2024年）
- 夏木マリ
- 神山智洋（WEST.）
- 荒川（エルフ）
- Novel Core
- 角田夏実
- 三浦しをん

## 殿堂入りした人物
3年の受賞経験のある受賞者は“殿堂入り”する。
- 浜崎あゆみ（2000年-2002年）
- ベッキー（2005年-2007年）
- 倖田來未（2006年-2008年）[34]
- 深田恭子（2006年、2009年-2010年）
- ローラ（2012年-2014年）[35]
- ダレノガレ明美（2015年-2017年）[24]
- ピーター（2008年、2015年、2018年）[26]

## NAIL FESTIVALでの受賞者
（大阪大会のネイルクイーン / 2002年までは「ネイル＆ベストスタイリング大賞」 / 2003年からは「ネイルプリンセス」）
| 年     | 受賞者                        |
| ------ | ----------------------------- |
| 1997年 | 千堂あきほ ハイヒール・モモコ |
| 1998年 | 海原ともこ                    |
| 1999年 | マリアンヌ 夏樹陽子           |
| 2000年 | 秋野暢子                      |
| 2001年 | 鈴木紗理奈 なるみ             |
| 2002年 | 杉本彩                        |
| 2003年 | 愛内里菜                      |
| 2004年 | 愛内里菜 杉本彩               |
| 2005年 | 乙葉 さゆり                   |